# Maria Heim (Radsportlerin)
Maria Heim (* 16. August 1970) ist eine ehemalige Schweizer Radrennfahrerin.
1996 wurde Maria Heim Schweizer Strassenmeisterin, nachdem sie 1993 schon den zweiten Platz belegt hatte. Bei den UCI-Strassen-Weltmeisterschaften 1994 wurde sie 33. im Einzelzeitfahren und 38. im Strassenrennen.